# Устная и письменная культура
Устная и письменная культура — концепция Уолтера Онга, построенная на антропологическом анализе устных и письменных обществ и объясняющая процессы, возникающие с появлением новых, в том числе электронных, средств коммуникации.

## Общие сведения
Уолтер Онг – один из представителей Торонтской школы теории коммуникации. Как и его наставник Маршалл Маклюэн, Онг является критиком культуры современного общества и в качестве метода предлагает переосмысление данных литературоведения, антропологических исследований и письменной культуры. В своих работах Онг опирается также и на труды других исследователей, подкрепляя свои тезисы уже проведенными исследованиями авторитетных ученых.
Книга Онга «Orality and literacy. The technologizing of the word» 1982 года отражает его взгляды на проблемы устной культуры.
У. Онг предлагает  концепцию устного типа мышления,  который , по его мнению, существует в любой дописьменной культуре. Важно заметить, что Онг не делает исторической привязки устного типа мышления к  конкретным периодам истории человечества. Напротив, его концепция может быть применена к любой примитивной культуре, в частности к современной массовой культуре.

## Концепция устной и письменной культуры
В результате анализа данных антропологических исследований, литературы и других источников, Онг выдвигает тезис о том, что мышление члена общества устного типа кардинально отличается от мышления члена общества письменного типа. Онг, обращаясь к историческим  данным и антропологическим исследованиям, показывает, каким образом происходит распад устного типа мышления под действием письма. Бо́льшая часть обществ в определенный исторический момент осваивает письмо и таким образом, с помощью грамотности, книгопечатания, школьного обучения, а позднее –прессы, устный тип мышления уступает письменной культуре. Устный  тип мышления у Онга – это не речь в обыденном ее понимании,  Онг сравнивает ее с особого рода речью, аналогичной  изучаемой нами риторике, политической речи. Онг отмечает, что как это не парадоксально,  дописьменные общества  больше опираются на слово, чем письменные. Общества устного типа мышления риторичны, они опираются не на предмет, а на слово.  
Способ мышления члена дописьменных обществ Онг называет «первичной устностью» («primary orality»). По мнению Онга, именно устный характер речи дописьменных обществ играет ключевую роль при воспроизводстве различий между мышлением устных и письменных обществ. Для того, чтобы произошла устная речь, нужен собеседник. Коммуникация не может происходить в одиночестве. Таким образом, устная коммуникация объединяет членов общества, обращая их друг к другу, в то время как письменная создает возможности обращения к самому себе. Устная культура является коллективистской.  Устный тип мышления  отличается риторичной,  поэтической и мелодической речью. Письменная речь строится предопределенным, опосредованным правилами, образом. Текст строится как единая линия, с текстом можно свериться, он остается неизменным.  Устная речь так строиться не может,  такой возможности в устности нет. Потеряв нить повествования, придется вернуться назад, именно поэтому повторение является нормой для устной речи.

## Вторичная устность
Помимо первичной устности(«primary orality») Уолтер Онг в своей книге «Orality and Literacy. The Technologizing of the Word» концептуально оформляет наиболее актуальное для современного общества понятие вторичной устности. Вторичная устность( "secondary orality" ) - это устность новой эпохи, в которую человечество вошло благодаря появлению новых электронных средств коммуникации. Метафорически называя  «Второй устностью» эпоху электронных коммуникаций, Онг подразумевает, что новые средства хранения и передачи информации способствовали выходу человечества на новый виток исторической спирали, для которого характерны явления, присущие эпохе устности, но на качественно новом уровне. По-прежнему опираясь на «грамотное» логическое мышление, в аспектах, связанных с коммуникацией, человек снова стал воспринимать окружающий мир подобно тому, как он делал это в эпоху устности. Отсюда в  массовом обществе резко ощущается проблема речи, чтения. Интернет-речь с мемами и другими видами устойчивых выражений можно назвать современной интерпретацией таких устойчивых выражений дописьменных обществ, как пословицы и поговорки. В частности, по этой причине наибольшее предпочтение в массовом обществе отдается видео-, аудио-коммуникации: аудиосообщениям, общению мемами, трансляциям в Periscope, Instagram, Facebook, Snapchat и т.п. Концепция «Второй устности» характеризует девять определений, которые описывают мышление «устного» человека: аддитивность, агрегативность, избыточность, консервативность, близость к повседневной  жизни, полемичность, эмпатия, гомеостатичность и конкретность.